# 京都府立京都八幡高等学校北キャンパス
京都府立京都八幡高等学校北キャンパス（きょうとふりつ きょうとやわたこうとうがっこう きたキャンパス）とは、京都府八幡市男山吉井にある京都府立京都八幡高等学校の北学舎である。旧・八幡高等学校の校舎を転用している。

## 沿革
- 1970年（昭和45年）11月 - 京都府立新設高等学校（八幡地区）開設準備室設置
- 1970年（昭和45年）12月 - 校名を京都府立八幡高等学校に決定
- 1971年（昭和46年）4月 - 京都府立八幡高等学校開校（八幡小学校旧本館棟を仮校舎として使用）
- 1971年（昭和46年）6月 - 管理棟、体育館等完成
- 1971年（昭和46年）7月 - 新校舎に移転
- 1977年（昭和52年）4月 - 制度改正により、通学圏が八幡市のみとなる
- 1982年（昭和57年）4月 - 制服を変更
- 1983年（昭和58年）4月 - 制度改正により、山城南通学圏となる
- 1985年（昭和60年）4月 - 全日制普通科（第I類・第II類）を設置
- 1991年（平成3年）3月 - 体育振興施設完成
- 1997年（平成9年）4月 - 制服を変更
- 2004年（平成16年）3月 - 西日本の公立高校初となるISO14001取得
- 2005年（平成17年）4月 - この年度より、普通科総合選択制を採用
- 2007年（平成19年）4月 - 京都府立南八幡高等学校と統合し、京都府立京都八幡高等学校（北キャンパス）となる

## 学科
- 普通科総合選択制

アドバンスエリア
- 自然科学コース
- 人文科学コース

ユニバーサルエリア
- 社会科学コース
- 表現科学コース
- 健康科学コース
- 生活科学コース
- 工芸科学コース
- 経営科学コース

## 交通
- 京阪電鉄樟葉駅下車。樟葉駅から 京阪バス 乗車約10分、京都八幡高校下車。

## 特記事項
- 1995年には第15回全国高等学校クイズ選手権の本選に出場した実績がある。ただし、同校にはクイズ関連の部活動は創設されていなかった。